# Micuisi Kotono
Micuisi Kotono (三石 琴乃) (Tokió, 1967. december 8. –) elismert japán szinkronszínésznő. Tokióban született, fiatalkorában Csiba prefektúra Nagarejama városában élt. 1986-ban végezte el a középiskolát, és további tanulmányait a Kacuta Szinkronszínész Akadémián végezte. Ez idő alatt részmunkaidőben liftkezelőként dolgozott a Sunshine 60 nevű épületben, majd irodai alkalmazott lett, de mivel túl sok időt rabolt el az életéből, ezért felmondott. 1988-ban kapta meg első szinkronszerepét egy OVA-ban, az "Ace wo Nerae! 2" című filmben. Igazán híressé azonban 1992-ben vált a Sailor Moon címszerepével. Ezt a bravúrt később is meg tudta ismételni, mint a Neon Genesis Evangelion Kacuragi Miszatója. Az anime-szakmában meglehetősen nagy befolyása van. Férjezett, egy lánya van. Jelenleg szabadúszó, az Arts Vision tehetséggondozó cég korábbi tagja volt.

## Szinkronszerepei

### Anime
- Csitcsana Jukicukai Sugar (Ginger)
- Agatha Christie’s Great Detectives Poirot and Marple (Hobari gróf felesége)
- Adzsimu: Kaigan Monogatari (Kjóko)
- Angelic Layer (Aszami Soko)
- Bucket de Gohan (Mint)
- Blue Seed (Szavagucsi Kóme)
- Cardcaptor Sakura (Maki Matsumoto)
- Claymore (Jean)
- Corrector Yui (Freeze)
- Crayon Shin-chan (Ageo-sensei)
- Daa! Daa! Daa! (Akira Kijou)
- Dokkoida?! (Sayuri Yurine, Hyacinth)
- Conan, a detektív (Kir (Rena Mizunashi), Yuri Konno)
- Doraemon (Tamako Nobi)
- Dragon Half (Mink)
- Excel Saga (Excel)
- Fatal Fury (Mai Shiranui)
- Flame of Recca (Kagehōshi, Kagerō)
- Flower Witch Mary Bell (Ribbon, Tap)
- Fruits Basket ([Kagura Sohma)
- Fullmetal Alchemist (Gracia Hughes)
- Future GPX Cyber Formula (Asuka Sugō)
- Gear Fighter Dendoh (Orie Kusanagi, Vega, narrátor)
- Genji Tsuushin Agedama (Ibuki Hiraya)
- Bújj, bújj, szellem! (Kayako Miyanoshita)
- Great Teacher Onizuka (Urumi Kanzaki)
- Gundam
  - After War Gundam X (Toniya Malme)
  - Mobile Suit Gundam SEED (Murrue Ramius, Haro, Ezaria Joule, narrátor)
  - Mobile Suit Gundam SEED Destiny (Murrue Ramius, narrátor)
- Hare Tokidoki Buta (Kazuko-sensei)
- Hidamari no Ki (Oshina)
- High School Mystery: Gakuen Nanafushigi (Yukari Kawai)
- Hyper Police (Fonne Walkure)
- Irresponsible Captain Tylor (Kim Kyung Hwa)
- Jungle Ōja Tā-chan (Helen Noguchi)
- Kaleido Star (Cathy)
- Kamikaze Kaitó Jeanne (Saki Matsubara)
- King of Bandit Jing (Izarra)
- Konjiki no Gash Bell!! (Elle Chivas, Riya)
- Kishin Dōji Zenki (Nagi)
- Kocchi Muite! Miiko (Mama)
- Kore wa Zombie Desu ka? (Delusion Eucliwood
- Legendz (Killbeat)
- Love Get Chu (Eri Daimon)
- Mahoraba (Yū Minazuki)
- Maze: Bakunetsu Jikū (female Maze)
- Monster Rancher (Pixie (Venus))
- Nabari no Ou (Hanabusa Seki)
- Neon Genesis Evangelion (Misato Katsuragi)
- Nintama Rantarō (Yamabuki, Ayaka)
- Nodame Cantabile (Seiko Miyoshi)
- Noir (Mireille Bouquet)
- Ojarumaru (Okame-hime, Hoshino Mama I, Shikibu Akamurasaki)
- One Piece (Boa Hancock)
- Onegai My Melody (My Melody)
- Oruchuban Ebichu (Ebichu)
- Paranoia Agent (Harumi Chōno)
- Pokémon (Metamon)
  - Mewtwo: Ware ha Koko ni Ari! (Domino)
  - Pokémon: Advanced Challenge (Kuruyo)
- Revolutionary Girl Utena (Juri Arisugawa)
- Sailor Moon (Cukino Uszagi, CsibiCsibi)
- Sayonara, Zetsubou-Sensei (Kotonon)
- The Snow Queen (Aunete)
- Spiral: Suiri no Kizuna (Madoka Narumi)
- Steel Angel Kurumi (Misaki Kagura)
- Suite PreCure (Hummy)
- Tactics (Kyoko Suzakuin)
- Tales of Eternia: The Animation (Ekusushia)
- Tantei Gakuen Q (Hitomi Tachikawa)
- Billy és Mandy kalandjai a kaszással (Mary Francis)
- Those Who Hunt Elves (Celcia Marieclaire)
- Thunder Jet (Shimon)
- Tsuyoshi Shikkari Shinasai (Yumi Watanabe)
- Wedding Peach (Potamos)
- Weiß Kreuz (Neu/Asuka Murase)
- Yaiba (Sayaka Mine)

### OVA
- Ace wo Nerae! 2 (Tomoyo)
- Ace o Nerae! Final Stage (Tomoyo)
- Angelique (Rosalia de Catargena)
  - Angelique: Shiroi Tsubasa no Memoir (Rosalia de Catargena)
  - Angelique: Seichi yori Ai wo Komete (Rosalia de Catargena)
- Babel II (Juju)
- Birdy the Mighty/Tetsuwan Birdy (Birdy)
- Blue Seed (Kōme Sawaguchi)
- Buttobi CPU (Quadra Nackintosh)
- Compiler (Nerima Queen)
- Cream Lemon: Young Love—Angie & Rose (Angie)
- Cyber City Oedo 808 (woman)
- Future GPX Cyber Formula (Asuka Sugō)
- Idol Defense Force Hummingbird (Satsuki Toreishi)
- Legend of the Galactic Heroes (Katerose von Kreuzer)
- NG Knights Lamune & 40 (Silver Mountain Dew)
- Macross 7: Encore (Commander Chlore)
- My My Mai (Yua)
- Mewtwo Returns (Domino)
- POWER DoLLS: Project Alpha (Yao Fei Lun)
- Puni Puni Poemy (Itsue Aasu)
- Yamato 2520 (Maki)
- Suikoden Demon Century (Kiyomi Suga)
- Tales of Seduction (Tomoko)
- Tales of Titillation (Chami)
- Ten Tokyo Warriors (Hakiri)
- Variable Geo (Yuka Takeuchi)
- Voogie's Angel (Rebecca)
- Wedding Peach DX (Kawanami Hiromi)/(Potamos)
- Visitor (Mika Hiiragi)
- Ys Tenkū no Shinden: Adol Kristin no Bōken (Lilia)

### Filmek
- Cardcaptor Sakura: The Movie (Maki Matsumoto)
- Crayon Shin-chan—Mission: Pig's Hoof (O-iroke)
- Darkside Blues (Mai)
- Digimon Tamers: Battle of Adventurers (Minami Uehara)
- Evangelion: 1.0 You Are (Not) Alone (Misato Katsuragi)
- Evangelion: 2.0 You Can (Not) Advance (Misato Katsuragi)
- The End of Evangelion (Misato Katsuragi)
- Evangelion: Death and Rebirth (Misato Katsuragi)
- Gekijōban Garō Densetsu (Mai Shiranui)
- Fullmetal Alchemist: Shamballa hódítója (Gracia Hughes)
- Pokémon 2000 – Bízz az erőben! (Michiko/Hajóskapitány)
- Revolutionary Girl Utena: Adolescence of Utena (Juri Arisugawa)
- Sailor Moon R: A rózsa ígérete (Cukino Uszagi)
  - Make Up! Sailor Senshi (Cukino Uszagi)
- Sailor Moon S: The Movie (Cukino Uszagi)
- Sailor Moon SuperS: The Movie (Cukino Uszagi)
  - Ami első szerelme (Cukino Uszagi)
- X (Satsuki Yatōji)